# Chokoladekiks
Chokoladekiks er en form for kiks, hvor to kiks er sat sammen med et lag af chokolade eller en kiks der overtrukket med chokolade – mørk, lys eller hvid.
I 1891 indsendte Cadbury-brødrene et patent for en chokoladeovertrukket kiks. McVitie's introducerede sandwichkiks med chokolade i midten i 1925. I dag fås adskillige udgaver bl.a. hvor den normale chokolade udskiftet med karamel- eller mintchokolade.
Chokoladekiks er populære i hele verden, men særligt i Storbritannien.